# Cyryl (Dragunis)
Cyryl (gr. Κύριλλος), imię świeckie Georgios Dragunis (gr. Γεώργιος Δραγούνης; ur. 9 stycznia 1942 w Agridii, zm. 26 maja 2025) – grecki duchowny prawosławny w jurysdykcji Patriarchatu Konstantynopola, od 2002 do 2025 metropolita Imbros i Tenedos.

## Życiorys
27 października 1985 przyjął chirotonię biskupią jako tytularny metropolita Seleucji. W 2002 mianowany został metropolitą Imbros i Tenedos.